# Martin Rittsel
Martin Rittsel (Växjö, 28 maart 1971) is een voormalig Zweeds wielrenner. Hij was beroepsrenner tussen 1998 en 2003.

## Belangrijkste overwinningen
1995
- 4e etappe Vredeskoers

1996
- 1e etappe Internationale Wielerweek

1997
- Cinturón a Mallorca

1998
- Zweeds kampioen op de weg

1999
- Eindklassement Ronde van Argentinië
- 1 etappe Ronde van Beieren
- Proloog Ronde van Saksen

2000
- Eindklassement Vierdaagse van Duinkerke

## Resultaten in voornaamste wedstrijden
| Jaar | Ronde van Italië | Ronde van Frankrijk | Ronde van Spanje |
| ---- | ---------------- | ------------------- | ---------------- |
| 1998 |                  |                     | opgave           |
| 2000 |                  | 108e                |                  |
| 2001 |                  |                     |                  |

| Jaar | Milaan-San Remo | Parijs-Roubaix | Amstel Gold Race | Luik-Bast.‑Luik |
| ---- | --------------- | -------------- | ---------------- | --------------- |
| 1998 |                 | 53e            |                  |                 |
| 2000 | 65e             |                | 43e              | 33e             |
| 2001 | 178e            |                |                  | 92e             |